# Víctor Javier Ferreras
Víctor Javier Ferreras Quintanilla (Benavente, Zamora, España, 19 de noviembre de 1972) es un exfutbolista español que se desempeñaba como defensa.

## Clubes
| Club                  | País   | Año       |
| --------------------- | ------ | --------- |
| Real Valladolid C. F. | España | 1991-1995 |
| Sevilla F. C.         | España | 1995-1996 |
| Hércules C. F.        | España | 1996-1999 |